# El Rincón (Veraguas)
El Rincón es un corregimiento del distrito de Las Palmas en la provincia de Veraguas, República de Panamá. La localidad tiene 2.574 habitantes (2010).